# Laguna Vera
La laguna Vera es un cuerpo de agua superficial perteneciente a la cuenca del río Aysén y está ubicada aproximadamente 35 km al sur de Puerto Aysén en la Región de Aysén.

## Ubicación y descripción
En el inventario público de lagos de Chile esta registrada como una laguna menor con el código del Banco Nacional de Aguas (BNA) 11336092-5, un espejo de agua de 7 km² y una hoya de 48 km².
El Ministerio de Bienes Nacionales la describe:
Laguna Vera cumple con la conservación y protección del bosque siempre verde templado andino, de Nothofagus betuloides y Chusquea macrostachya, además de ser hábitat del Huemul y el Puma.
Esta zona se presenta como un área de alta importancia para la conservación del huemul, lo que se ve potenciado por la escasa presencia humana en el lugar, explicado principalmente a lo aislado del lugar.

## Hidrografía
Según el mapa del IGM, recibe por el sur los deshielos de un glaciar sin nombre y desagua a través del río Cóndor (Riesco) en el lago Riesco

## Historia
Cabe hacer notar que al tiempo en que se escribió el Diccionario Jeográfico de Chile por Luis Risopatrón, en 1924, muchas partes de la zona eran aún desconocidas. El mapa de Risopatrón nombra erradamente al río Cóndor (Riesco) como emisario del lago Caro. El mapa del IGM de 1953 muestra al río Blanco (Oeste) como emisario del lago Caro y al río Cóndor como emisario de la laguna Vera.

## Población, economía y ecología
La zona en torno a la laguna Vera es un Bien Nacional Protegido desde el 16 de noviembre de 2006 y comprende 3229 hectáreas (incluida el espejo de agua).